# Stanisław Zwojszczyk
Stanisław Zwojszczyk, ps. Wisła (ur. 16 września 1894 w Tomaszowie Mazowieckim, zm. 13–14 kwietnia 1940 w Katyniu) – kapitan administracji (piechoty) Wojska Polskiego, działacz niepodległościowy, kawaler Orderu Virtuti Militari, ofiara zbrodni katyńskiej.

## Życiorys
Syn Aleksandra i Marii z Rudnych, urodzony 16 września 1894 w Tomaszowie Mazowieckim, w ówczesnym powiecie brzezińskim guberni piotrkowskiej. W 1909 ukończył rosyjską czteroklasową szkołę w Końskich. W 1911 został członkiem drużyny harcerskiej, zorganizowanej przez druha Jana Sadowskiego, która w 1913 została przemianowana na drużynę Sokolą.
2 października 1914 zgłosił się do Biura Werbunkowego do Legionów Polskich w rodzinnym mieście. 15 października w składzie plutonu pod dowództwem drużynowego Jana Sadowskiego pomaszerował do Piotrkowa, gdzie został wcielony do batalionu uzupełniającego Albina Fleszara, ps. „Satyr”. Następnie został przeniesiony do 3. kompanii IV batalionu 1 pułku piechoty, a później do 3. kompanii I batalionu 5 pułku piechoty I Brygady Legionów. Awansował na kaprala. 17 lipca 1917, w czasie kryzysu przysięgowego, został internowany w Szczypiornie. 8 marca 1918 został zwolniony z obozu, a dwa dni później wrócił do Tomaszowa, wstąpił do Polskiej Organizacji Wojskowej i objął dowództwo plutonu. 11 listopada 1918 wziął udział w rozbrajaniu Niemców.
W listopadzie 1918 wstąpił do 28 pułku piechoty i w jego szeregach walczył pod Cieszynem oraz w Małopolsce Wschodniej. 23 stycznia 1919, po ukończeniu pułkowej szkoły podoficerskiej, awansował na plutonowego. 7 marca 1919 pod Gródkiem Jagiellońskim został ranny w prawą dłoń. Od kwietnia 1919 walczył przeciwko bolszewikom w szeregach 1 pułku piechoty Legionów. W styczniu 1920 w bitwie pod Dyneburgiem doznał odmrożenia nóg. W szpitalu w Dyneburgu spędził trzy miesiące. W kwietniu tego roku, w stopniu sierżanta, dowodził plutonem podczas wyprawy kijowskiej. Wyróżnił się 5 czerwca pod Barachtami, 9 lipca w bitwie pod Równem, 19 sierpnia w bitwie pod Drohiczynem, 28 sierpnia pod Starosielcami i 27 września 1920 pod Żyrmunami. Na podstawie dekretu Naczelnego Wodza z 30 września 1920 dowódca 2 Armii mianował go podporucznikiem w piechocie „za dokonanie wyjątkowych czynów na polu bitwy”. 22 marca 1921 Naczelny Wódz zatwierdził ten awans z dniem 1 grudnia 1920. Od 16 marca 1921 do 22 maja 1922 był uczniem Wielkopolskiej Szkoły Podchorążych Piechoty w Bydgoszczy (XII klasa zorganizowana dla oficerów młodszych mianowanych za waleczność, a nie posiadających odpowiedniego cenzusu naukowego).
11 maja 1921 dowódca 1 pp Leg. podpułkownik Jan Kazimierz Kruszewski we wniosku na odznaczenie orderem „Virtuti Militari" napisał:

Dnia 9 VII 20 r. w akcji 1 Dywizji Legionów na Równe, III/1 pp Leg. zajął obronną pozycję na północ od miasta. Oddziały nasze były silnie napierane przez spieszoną kawalerię Budionnego, która zasypywała silnym ogniem nasze pozycje. Dowództwo I Brygady nakazało odwrót o godz. 21, który należało przeprowadzić nadzwyczaj ostrożnie, by opóźnić jak najdłużej posuwanie się nieprzyjacielskich oddziałów za cofającą się 1 Dywizją. Po wycofaniu się baonu, zostawiono podporucznika Zwojszczyka (wówczas sierżanta) z dwoma plutonami celem maskowania obsady pozycji baonu. Gdy cały baon marszerrował już nakazaną drogą odwrotu, został ppor. Zwojszczyk zaatakowany silnie przez nieprzyjaciela. Dzięki zręcznemu obsadzeniu odcinka przez ppor. Zwojszczyka i dzięki jego odwadze, nieprzyjaciel nie zorientował się w sytuacji i zaprzestał ataku, widząc bohaterski opór polskiej obsady. Dzięki świetnemu maskowaniu i kierownictwu w obronie przez ppor. Zwojszczyka, zdołał się III/1 pp Leg. wycofać spokojnie nie budząc w nieprzyjacielu żadnych wątpliwości co do dalszej naszej obecności.

3 maja 1922 został zweryfikowany w stopniu podporucznika ze starszeństwem od 1 czerwca 1919 i 130. lokatą w korpusie oficerów piechoty. Po ukończeniu kursu wrócił do 1 pp Leg., w którym dowodził plutonem i kompanią oraz pełnił funkcję adiutanta batalionu. 12 lutego 1923 prezydent RP awansował go z dniem 1 stycznia 1923 na porucznika ze starszeństwem z 1 czerwca 1920 i 26. lokatą w korpusie oficerów piechoty. 2 kwietnia 1929 prezydent RP nadał mu z dniem 1 stycznia 1929 stopień kapitana w korpusie oficerów piechoty i 25. lokatą. W sierpniu tego roku został przeniesiony macierzyście do kadry oficerów piechoty z równoczesnym przeniesieniem służbowym do Korpusu Kadetów nr 3 w Rawiczu na stanowisko instruktora. 30 sierpnia 1930 został przesunięty na stanowisko dowódcy kompanii szkolnej. W marcu 1932 został przeniesiony do Korpusu Ochrony Pogranicza na stanowisko oficera materiałowego batalionu KOP „Ostróg”. 16 listopada 1932 został przeniesiony do batalionu KOP „Dederkały” na stanowisko komendanta powiatowego Przysposobienia Wojskowego i Wychowania Fizycznego w Krzemieńcu. Obowiązki służbowe łączył z funkcją członka Zarządu Powiatowego Związku Strzeleckiego. 9 maja 1935 został przeniesiony do batalionu KOP „Kleck” na stanowisko dowódcy kompanii. 7 sierpnia 1936 został skierowany na czteromiesięczny kurs w Centrum Wyszkolenia Piechoty w Rembertowie. W listopadzie 1936, po ukończeniu kursu, objął dowództwo kompanii odwodowej. Później, w tym samym stopniu i starszeństwie, został przeniesiony do korpusu oficerów administracji, grupy administracyjnej. W marcu 1939 pełnił służbę na stanowisku kwatermistrza Baonu KOP „Kleck”.
W kampanii wrześniowej 1939 dowodził odtworzonym batalionem KOP „Kleck”. Od 17 września, na jego czele, walczył przeciwko agresji ZSRR na Polskę. 1 października 1939 dowodził batalionem w bitwie pod Wytycznem. Prawdopodobnie tam dostał się do niewoli sowieckiej. W kwietniu 1940 znajdował się na liście jeńców obozu w Kozielsku. 11 lub 12 kwietnia 1940 został przekazany do dyspozycji naczelnika Zarządu NKWD Obwodu Smoleńskiego – lista wywózkowa 022/3 z 9 kwietnia 1940. 13 lub 14 kwietnia 1940 został zamordowany w Katyniu, przez funkcjonariuszy Obwodowego Zarządu NKWD w Smoleńsku oraz pracowników NKWD przybyłych z Moskwy na mocy decyzji Biura Politycznego KC WKP(b) z 5 marca 1940. Ofiary tej zbrodni grzebano w bezimiennych mogiłach zbiorowych, gdzie od 28 lipca 2000 mieści się oficjalnie Polski Cmentarz Wojenny w Katyniu. W miejscu tym prowadzone były ekshumacje i prace archeologiczne. W 1943 jego ciało zostało zidentyfikowane w toku ekshumacji nadzorowanych przez Niemców pod numerem 1324 – dosłownie opisany jako Zwojszczyk Stanislaus (raport dzienny z 7 maja 1943). Przy jego szczątkach znaleziono dwa listy oraz odznakę pułkową. Figuruje na liście Komisji Technicznej PCK pod numerem 01324. W Archiwum Robla w pakiecie 01881-18, jego nazwisko znajduje się na niedatowanej liście jeńców wojennych z obozu w Kozielsku, na kartce papieru znalezionej przy szczątkach Stanisława Bakuły.
5 października 2007 minister obrony narodowej Aleksander Szczygło mianował go pośmiertnie na stopień majora. Awans został ogłoszony 9 listopada 2007 w Warszawie, w trakcie uroczystości „Katyń Pamiętamy – Uczcijmy Pamięć Bohaterów”.
Był żonaty, miał dwie córki: Zdzisławę Lilianę (ur. 5 marca 1926) i Wiesławę Helenę (ur. 16 lutego 1930).

## Ordery i odznaczenia
- Krzyż Srebrny Orderu Wojskowego Virtuti Militari nr 4789 – 1921[42][28][2]
- Krzyż Niepodległości – 13 kwietnia 1931 „za pracę w dziele odzyskania niepodległości”[43][44]
- Krzyż Walecznych czterokrotnie[23][24]
- Srebrny Krzyż Zasługi[24]
- Medal Pamiątkowy za Wojnę 1918–1921[23]
- Medal Dziesięciolecia Odzyskanej Niepodległości[23]
- Odznaka „Za wierną służbę”[45]
- Odznaka Pamiątkowa Więźniów Ideowych[8]
- łotewski Order Pogromcy Niedźwiedzia III klasy – 1922[46][23][47]
- łotewski Medal Pamiątkowy 1918-1928 – 6 sierpnia 1929[48][23]

## Upamiętnienie
26 października 2011, w ramach akcji „Katyń... pamiętamy” / „Katyń... Ocalić od zapomnienia”, w Tomaszowie Mazowieckim zostało zasadzonych 20 Dębów Pamięci, z których jeden upamiętnia majora Stanisława Zwojszczyka.
Upamiętniony grobem symbolicznym na cmentarzu Parafialnym św. Rodziny we Wrocławiu (sektor 18-22-1a-1b).